# Deficyt budżetowy
Deficyt budżetowy – ujemne saldo w budżecie instytucji – sytuacja, w której wydatki w budżecie danej instytucji są wyższe niż jej dochody w danym okresie rozliczeniowym (roku budżetowym). Przeciwieństwem deficytu budżetowego jest nadwyżka budżetowa.

## Typy deficytów budżetowych
W związku z trudnością interpretacji treści deficytów budżetowych ekonomiści rozróżniają trzy typy deficytów:
- deficyty rzeczywiste (ex definitione) – będące faktyczną różnicą pomiędzy wydatkami i dochodami w danym okresie rozliczeniowym;
- deficyty strukturalne – będące wartościami hipotetycznymi, powstającymi w warunkach, gdy dochody i wydatki realizowane są przy pełnym wykorzystaniu zdolności wytwórczych gospodarki;
- deficyty cykliczne – będące rezultatem wpływu cyklu koniunkturalnego (recesji bądź ożywienia) na dochody i wydatki budżetowe w warunkach, gdy gospodarka nie funkcjonuje przy pełnym wykorzystaniu czynników wytwórczych. Z reguły są rezultatem stosowania automatycznych stabilizatorów koniunktury.

W praktyce deficyty cykliczne zawsze różnią się od deficytów rzeczywistych i strukturalnych.
Deficyt budżetowy może wynikać z:
- szybszego zwiększania wydatków budżetowych, (militaryzacja gospodarki, rozbudowana administracja państwowa, inwestycje publiczne, transfery, wysokie koszty obsługi kosztu długu zagranicznego i wewnętrznego) bardziej niż wynosi dynamika dochodów;
- zbyt niskich dochodów budżetowych, przy utrzymaniu poziomu wydatków;
- zwiększania wydatków i zmniejszania podatków (polityka pobudzania wzrostu w gospodarce).

Problem stanowi także ustalenie źródeł finansowania deficytu. Instrumentami, które mogą być w tym celu wykorzystane, są:
- nadwyżki budżetowe z lat ubiegłych,
- pożyczki,
- kredyty bankowe,
- emisja papierów wartościowych[1],
- emisja pieniądza.

## Deficyt budżetowy a wydatki państwa i stopa podatkowa
Wzrost wydatków państwa na dobra i usługi (a zatem nakładów na ochronę zdrowia, edukację, obronę itp.) prowadzi do zwiększenia produkcji zapewniającej równowagę. Konsekwentnie wzrastają też wpływy podatkowe. Deficyt budżetowy powiększy się (lub zmniejszy się nadwyżka budżetowa), jednak w stopniu mniejszym niż wzrost wydatków państwa.
Wzrost stopy podatkowej powoduje z jednej strony wzrost wpływów budżetowych, z drugiej jednak zmniejszenie produkcji i dochodu zapewniających równowagę. Zmniejsza się bowiem dochód rozporządzalny i konsumpcja. Dlatego deficyt budżetowy zmniejsza się (lub zwiększa nadwyżka budżetowa) jednak podobnie jak w przypadku wzrostu wydatków państwa – w stopniu mniejszym niż planowany na dany moment.

## Deficyt a charakter polityki fiskalnej
Wielkość deficytu budżetowego nie jest adekwatnym wskaźnikiem charakteru polityki fiskalnej państwa. Na jego podstawie nie można wnioskować, czy polityka ta ma charakter ekspansywny, czy też restrykcyjny. Po pierwsze, deficyt budżetowy może zmieniać się z przyczyn całkowicie niezwiązanych z polityką fiskalną. Na przykład zmiany w popycie inwestycyjnym (jak choćby zakłócenia nazwane przez Keynsa instynktem zwierzęcym, czyli spontaniczne zmiany pesymizmu i optymizmu inwestorów dotyczące zyskowności inwestycji) przy niezmienionych wydatkach państwa i stopie podatkowej powodują zmiany deficytu.
{\displaystyle S-I=G-NT}
- S – oszczędności
- I – inwestycje prywatne
- G – wydatki państwa
- NT – podatki netto
- G – NT – deficyt budżetowy

Powyższy wzór to warunek równowagi w gospodarce zamkniętej. Potwierdza on, że jeśli zmniejszy się popyt inwestycyjny, ceteris paribus, lewa strona równania zwiększy się, zatem deficyt budżetowy (prawa strona równania) również się powiększy. Spowodowane jest to faktem, iż spadek popytu inwestycyjnego oznacza obniżenie dochodu narodowego i wpływów podatkowych.
Należy też zwrócić uwagę na to, że oprócz poziomu wydatków państwa i stopy opodatkowania, determinantą stanu budżetu jest poziom dochodu narodowego. Implikuje to zależność stanu budżetu od fazy cyklu koniunkturalnego. W czasie recesji, kiedy dochód jest niski, budżet będzie wykazywał większy deficyt niż w fazie ożywienia.

## Budżet strukturalny
Istnieje jednak sposób na wykorzystanie budżetu jako wskaźnika charakteru polityki budżetowej. Jest nim obliczenie budżetu strukturalnego, zwanego też budżetem pełnego zatrudnienia lub budżetem skorygowanym o wpływ wahań cyklu koniunkturalnego. Pokazuje on, jaki byłby stan budżetu w warunkach pełnego zatrudnienia i na poziomie produkcji potencjalnej.
{\displaystyle BD^{*}=tY^{*}-G-B}
- {\displaystyle BD^{*}} – stan budżetu w warunkach pełnego zatrudnienia
- {\displaystyle t} – stopa podatkowa
- {\displaystyle Y^{*}} – produkcja potencjalna
- {\displaystyle G} – wydatki państwa
- {\displaystyle B} – płatności transferowe (świadczenia społeczne i odsetki od długu publicznego)

Może się okazać, że mając do czynienia z rzeczywistym deficytem budżetowym, deficyt strukturalny będzie wykazywał nadwyżkę. Przyczyną deficytu jest zbyt niska produkcja i dochód. Rząd powinien wręcz zwiększyć swoje wydatki lub obniżyć podatki, by pobudzić gospodarkę. Wbrew temu, co mógłby sugerować istniejący deficyt, polityka fiskalna nie jest ekspansywna.
Koncepcja budżetu strukturalnego stała się podstawą do sformułowania przez Gordona Browna złotej reguły finansów publicznych.

## Sposoby ograniczania deficytu
Deficyt budżetowy jest jednym z podstawowych kryteriów oceny polityki fiskalnej państwa. Deficyt budżetowy finansuje się przez zaciągnięcie jakiejś formy kredytu. Wysoki deficyt budżetowy państwa oznacza najczęściej konieczność emisji dużej ilości obligacji skarbowych, co wpływa z kolei na wzrost ich oprocentowania. Państwo, jako zazwyczaj wiarygodny kredytobiorca, ściąga z rynku środki finansowe, które mogłyby zostać przeznaczone np. na kredyty dla przedsiębiorstw prywatnych – efekt wypierania inwestycji prywatnych (efekt wypychania). Proces ten jest jednak znacząco ograniczony w sytuacji, gdy gospodarka znajduje się w fazie recesji, a planowane (prywatne) inwestycje spadają poniżej poziomu wyznaczonego przez planowane oszczędności.
Sposoby radzenia sobie z deficytem:
- sprzedaż majątku znajdującego się w posiadaniu państwa, czyli prywatyzacja,
- podniesienie podatków;
- ograniczenie wydatków, na co jednak często trudno się zdecydować pod wpływem presji różnych grup społecznych;
- inflacja – jest to jednak realizowane kosztem społeczeństwa oraz de facto ukrytą formą opodatkowania.

## Problemy metodologiczne
Porównania międzynarodowe i dyskusję nad zjawiskiem deficytu budżetowego utrudnia to, że szereg dochodów, wydatków i zobowiązań państwa jest realizowany poza budżetem państwa – różne są więc metodyki liczenia deficytu. Często używa się wtedy szerszego pojęcia: deficyt sektora finansów publicznych. Dla przykładu w Polsce deficyt budżetowy liczony zgodnie z metodyką Międzynarodowego Funduszu Walutowego (GFS) stanowił w 1998 roku 1,1% PKB (deficyt całego sektora finansów publicznych 1,2%). Stosując metodę określoną przez ustawę o finansach publicznych, otrzymujemy inne dane: 2,4% PKB w przypadku deficytu budżetowego i 2,6% dla całego sektora finansów publicznych. Jeszcze inną metodę (metoda memoriałowa) liczenia deficytu stosuje się w Unii Europejskiej.

## Wysokość deficytu budżetowego na świecie
Budżety większości państw świata zakładają deficyt rzędu paru procent (jednak rzadko powyżej 5% PKB). W Polsce w 2015 r. deficyt budżetowy wyniósł 2,5% PKB.
Zgodnie z kryteriami konwergencji, państwa ubiegające się o wejście do strefy Euro muszą mieć deficyt finansów publicznych, w tym budżetu, niższy niż 3% PKB. Próg ten obowiązuje również kraje będące już członkami Unii Europejskiej, w przypadku przekroczenia progu 3% Komisja Europejska wszczyna procedurę nadmiernego deficytu.
Zdarza się, że podczas kryzysu gospodarczego państwa prowadzą politykę interwencjonistyczną, co może oznaczać znaczne zwiększenie deficytu budżetowego. Np. Stany Zjednoczone podczas zwalczania kryzysu finansowego od 2007, w roku 2009 zaplanowały deficyt budżetowy na poziomie 12,9% PKB (1,84 bln USD), a w 2010 deficyt w wysokości 10,6% PKB (1,56 bln USD).
W 2011 roku decyzją KE państwa członkowskie UE zostały zobowiązane do raportowania wielkości długu i deficytu publicznego według ujednoliconej metody obliczania, co miało na celu ograniczenie wpływu rozmaitych zabiegów fiskalnych stosowanych w celu jego ukrycia. Według tej metody dług publiczny Polski wynosił w 2011 roku 56,3% PKB, natomiast deficyt – 5,1% PKB.